# مجموع (لغة)
المجموع ما دل على آحاد مقصودة بحروف مفرده بتغيير ما. فقولنا 'ما دل على آحاد' يشمل المجموع وغيره من اسم الجنس، كتمر ونخل، واسم الجمع، كرهط ونفر، والعدد، كثلاثة وعشرة، وبقولنا 'مقصودة بحروف مفرده بتغيير ما' أي تقصد تلك الآحاد، ويدل عليها بأن يؤتى بحروف مفرد ذلك الدال عليها، مع تغيير ما، في تلك الحروف، إما تغيير ظاهر، أو مقدر. فالظاهر إما بالحرف، كمسلمون، أو بالحركة، كأسد في أسد، أو بهما كرجال وغرف، والتغيير المقدر كهجان وفلك.